# Динамо (стадион, Харьков)

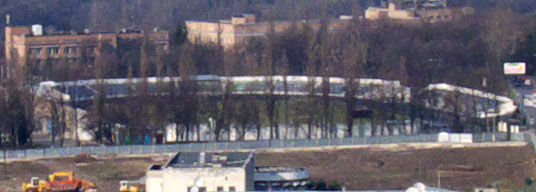
Стадион «Динамо» с воздуха

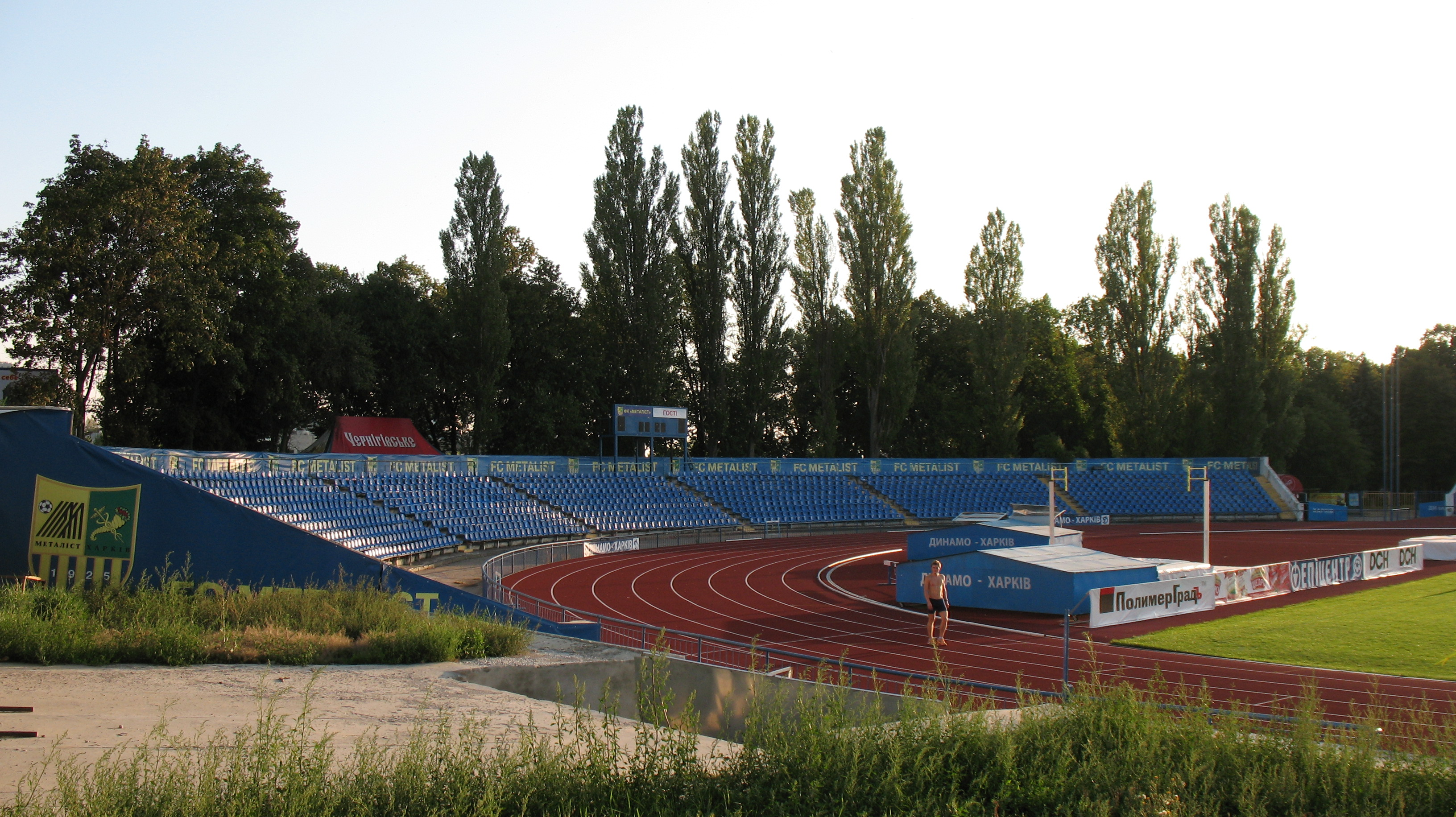
Стадион «Динамо»

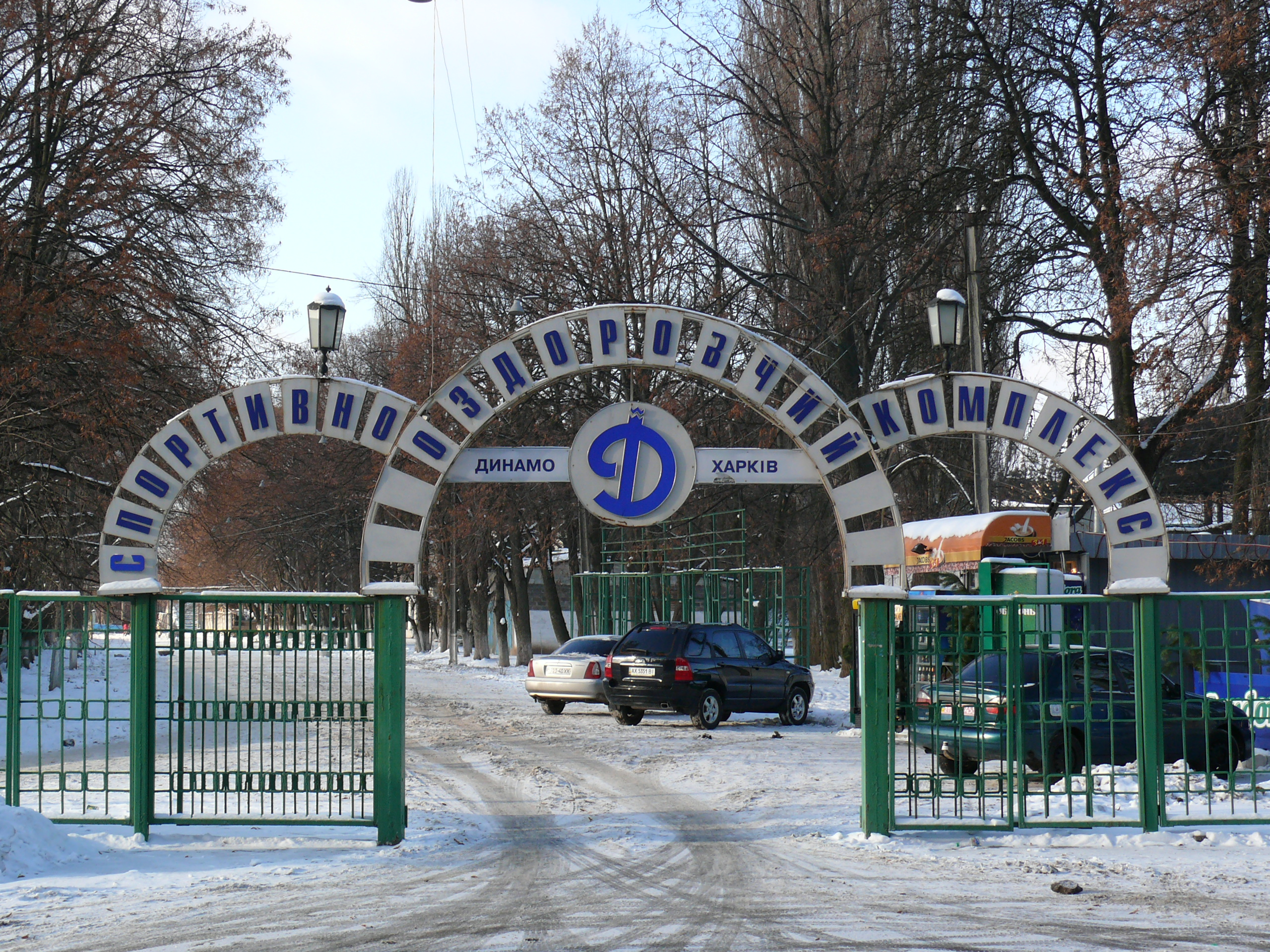
Вход на стадион

«Дина́мо» (укр. «Динамо») — стадион в Харькове; являлся домашним стадионом нескольких харьковских профессиональных футбольных клубов, в частности, «Гелиоса», «Металлиста» и ФК «Харьков». Вместимость — 8 тысяч зрителей.
Во время вторжения России на Украину стадион получил повреждения от обстрелов российской армией: 3 мая 2022 года была разрушена одна из трибун, повреждён газон и беговые дорожки.

## История
Стадион «Динамо» построен в 1931 году в, на тот момент, столице УССР — городе Харькове. В то время это был самый большой стадион на Украине, вмещавший 14 тысяч зрителей, с лучшей в СССР гаревой дорожкой.
На нём неоднократно устанавливались рекорды СССР; в 1938—1939 и 1947—1948 годах проводились первенства СССР по лёгкой атлетике.
До Советско-германской войны на стадионе проходили матчи харьковских команд в чемпионате СССР по футболу, в частности, «Динамо» и «Спартака».
12 августа 1933 года на стадионе состоялся матч сборной Украинской ССР по футболу со сборной Турции. Хозяева победили со счётом 3:2.
В 1946 году после реконструкции матчи на стадионе возобновились. Стадион вмещал 10 000 зрителей и был домашним полем для команд «Локомотив» и «Дзержинец» (предшественник «Металлиста»). Стадион регулярно собирал аншлаги на матчах чемпионата СССР. После переезда «Металлиста» на собственный стадион на «Динамо» на протяжении длительного времени не проводилось матчей высокого уровня, проходили в основном городские массовые мероприятия. В 1971 году состоялась реконструкция стадиона.
В середине 80-х годов прошлого века на стадионе проходило несколько игр чемпионата СССР по футболу с участием дублёров «Металлиста» и клуба Второй лиги «Маяк».
В 1987—2019 годах на стадионе были старт и финиш марафона «Освобождение».
Матчи профессиональных команд на стадионе возобновились лишь в 1997 году: здесь проводил свои игры «Металлист-2». Всего вторая команда «Металлиста» в рамках Второй лиги Украины сыграла на «Динамо» 12 матчей в 1997 и 1998 годах.
Летом 2005 года харьковский «Гелиос» подписал с администрацией «Динамо» соглашение об аренде стадиона. За средства «Гелиоса» стадион был приведён в соответствие требованиям к аренам, предъявляемым ПФЛ для проведения матчей Первой лиги: отремонтирована западная трибуна, установлено около 3 тысяч пластиковых сидений, проведён ремонт подтрибунных помещений — раздевалок, душевых, комнат для инспекторов, судей и допинг-контроля, приведено в порядок футбольное поле. После этого стадион получил возможность принимать домашние игры «Гелиоса». В сезонах 2006/2007 и 2007/2008 эта команда провела на стадионе 37 домашних матчей в рамках Первой лиги чемпионата Украины и Кубка Украины. Весной 2008 года администрация «Динамо» отказалась продлевать договор аренды с «Гелиосом» и передала стадион в аренду ФК «Харьков».
В апреле 2008 года «Металлисту» в связи с заменой газона на своём домашнем стадионе было предложено перенести матчи на «Динамо». Для этого было необходимо в сжатые сроки отремонтировать зрительские места и всю требуемую инфраструктуру. Несмотря на неудовлетворение гостей плохим полем стадиона, 4 апреля стадион был допущен к проведению матчей Высшей лиги, и 6 апреля стадион впервые принял матч украинской Высшей лиги: в присутствии 9000 зрителей «Металлист» победил «Днепр» 1:0. После этого согласно требованиям на стадионе были установлены временные пластиковые сидения, что ограничило количество мест до 5700. К концу весны стадион принял ещё три матча с участием «Металлиста» и ФК «Харьков», включая харьковское дерби. Всего «Металлист» провёл на «Динамо» 7 домашних игр в Высшей лиге в 2008, 2009 и 2011 годах.
12 мая 2008 года стадион был передан ФК «Харьков» в аренду при условии проведения клубом реконструкции стадиона. По состоянию на июнь 2009 года на стадионе было установлено только 2503 пластиковых сидения на одной трибуне из 6500 планируемых и не была завершена реконструкция помещений. Несмотря на это, стадион был допущен к проведению матчей Премьер-лиги, и 17 апреля ФК «Харьков» вернулся в Харьков после периода, когда команда была вынуждена проводить игры в Сумах и Полтаве. Всего в 2008—2010 годах ФК «Харьков» сыграл на «Динамо» 20 домашних матчей в Высшей, Первой лигах и Кубке Украины. Руководство ФК «Харьков» не выполнило своих обязательств по реконструкции стадиона и не выплатило 150 тысяч гривен за его аренду, поэтому руководство «Динамо» в 2010 году было вынуждено разорвать договор с «Харьковом».
С сезона 2011/2012 «Динамо» являлся одним из домашних стадионов молодёжной команды «Металлиста».
Стадион планировалось использовать как тренировочный во время Евро-2012. Для этого было запланировано провести работы на сумму 10 миллионов гривен.
1 октября 2011 года стадион был торжественно открыт после реконструкции. К этому времени все четыре зрительские трибуны были оборудованы пластиковыми сидениями. Проведена реконструкция беговых дорожек стадиона. Благодаря сотрудничеству с ФК «Металлист» поле стадиона получило современное натуральное покрытие.
В 2016—2017 годах стадион «Динамо» был домашней ареной харьковской команды «Солли Плюс», которая играла в Любительском чемпионате Украины и Чемпионате Харьковской области.

## Матчи
На стадионе проводили свои домашние матчи харьковские клубы «Металлист», «Металлист-2», ФК «Харьков» и «Гелиос».
| Команда       | Годы             | Чемпионат Украины | Чемпионат Украины | Кубок Украины | Итого |
| Команда       | Годы             | Лига              | Количество игр    | Кубок Украины | Итого |
| ------------- | ---------------- | ----------------- | ----------------- | ------------- | ----- |
| «Металлист-2» | 1997, 1998       | Вторая            | 12                | 0             | 12    |
| «Гелиос»      | 2006—2008        | Первая            | 35                | 2             | 37    |
| «Металлист»   | 2008, 2009, 2011 | Премьер-лига      | 7                 | 0             | 7     |
| ФК «Харьков»  | 2008, 2009       | Премьер-лига      | 5                 | 1             | 20    |
| ФК «Харьков»  | 2009, 2010       | Первая            | 14                | 1             | 20    |

Рекорд посещаемости — 20 000 зрителей на матче сборная УССР — сборная Турции, который состоялся 12 августа 1933 года.

## Галерея

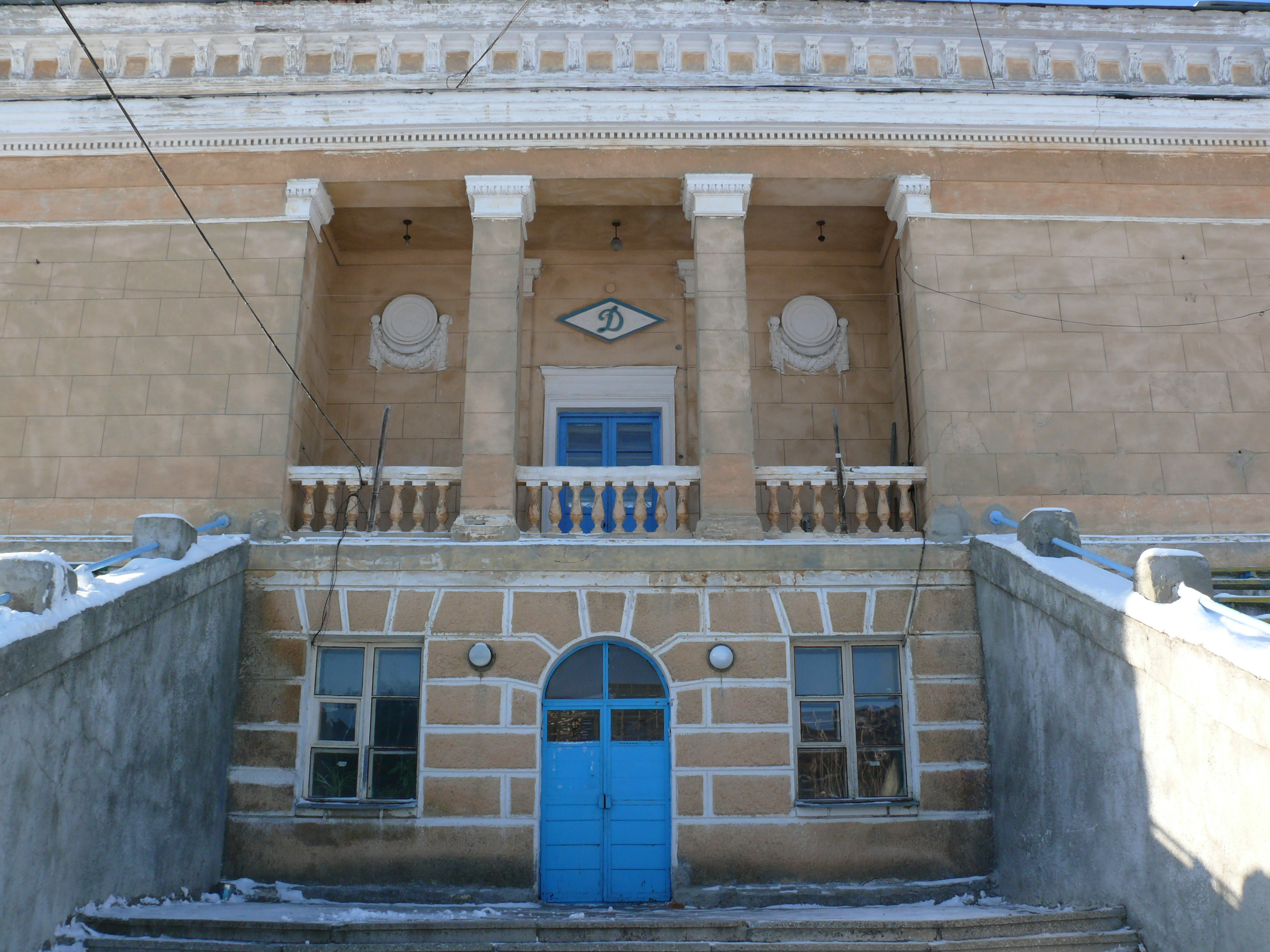
Фасад здания велотрека
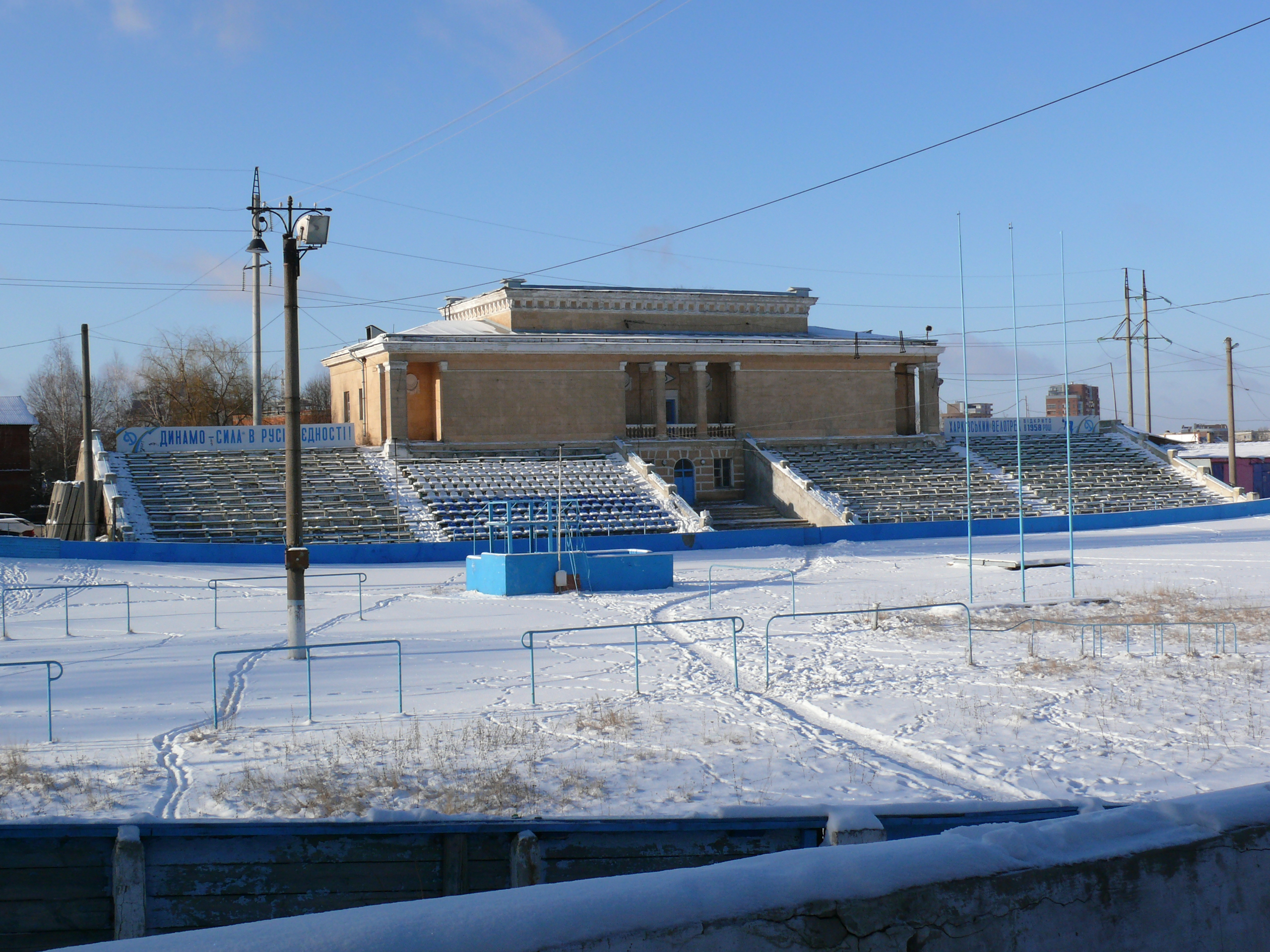
Велотрек «Динамо» зимой
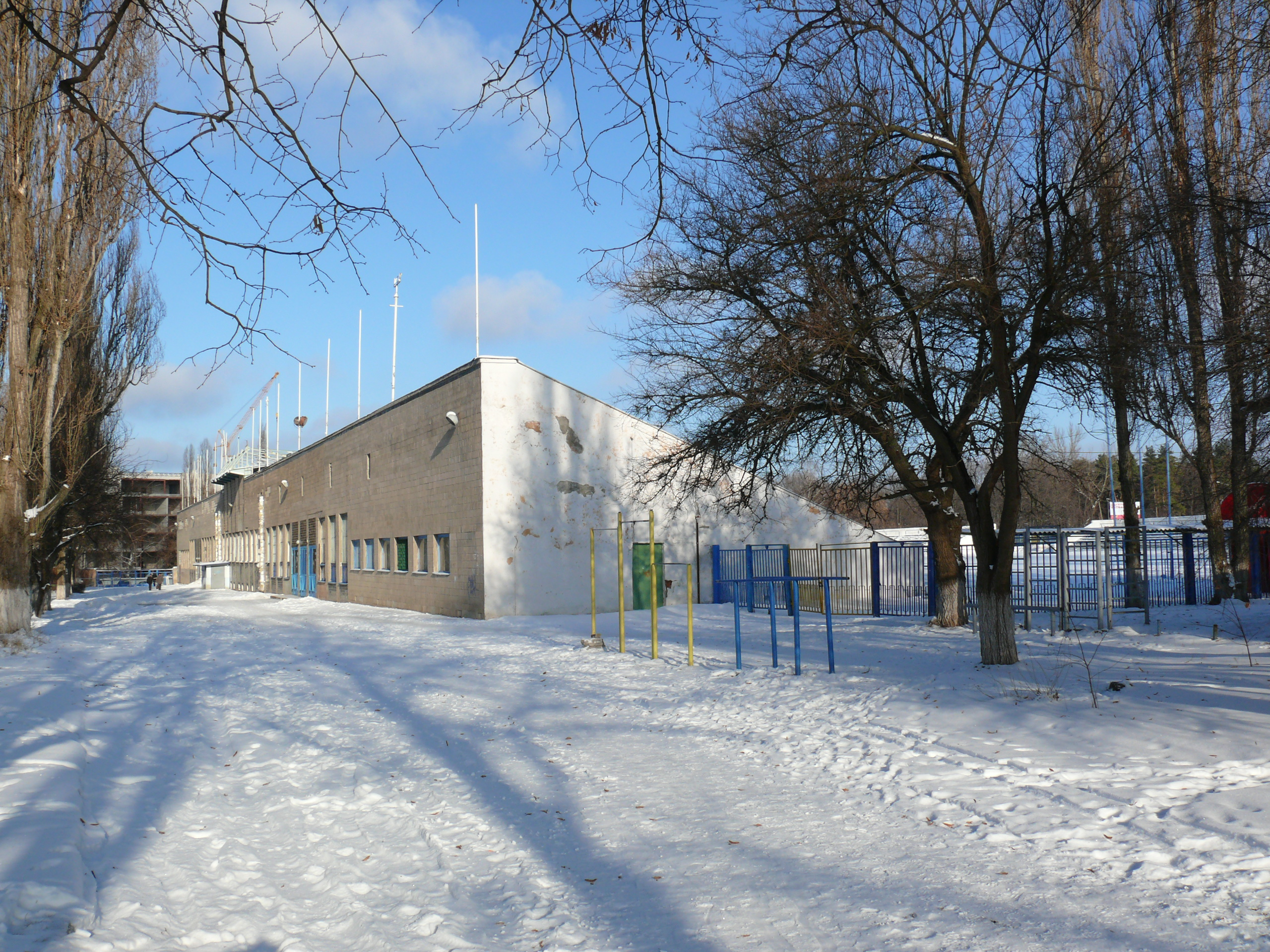
Вид трибун снаружи
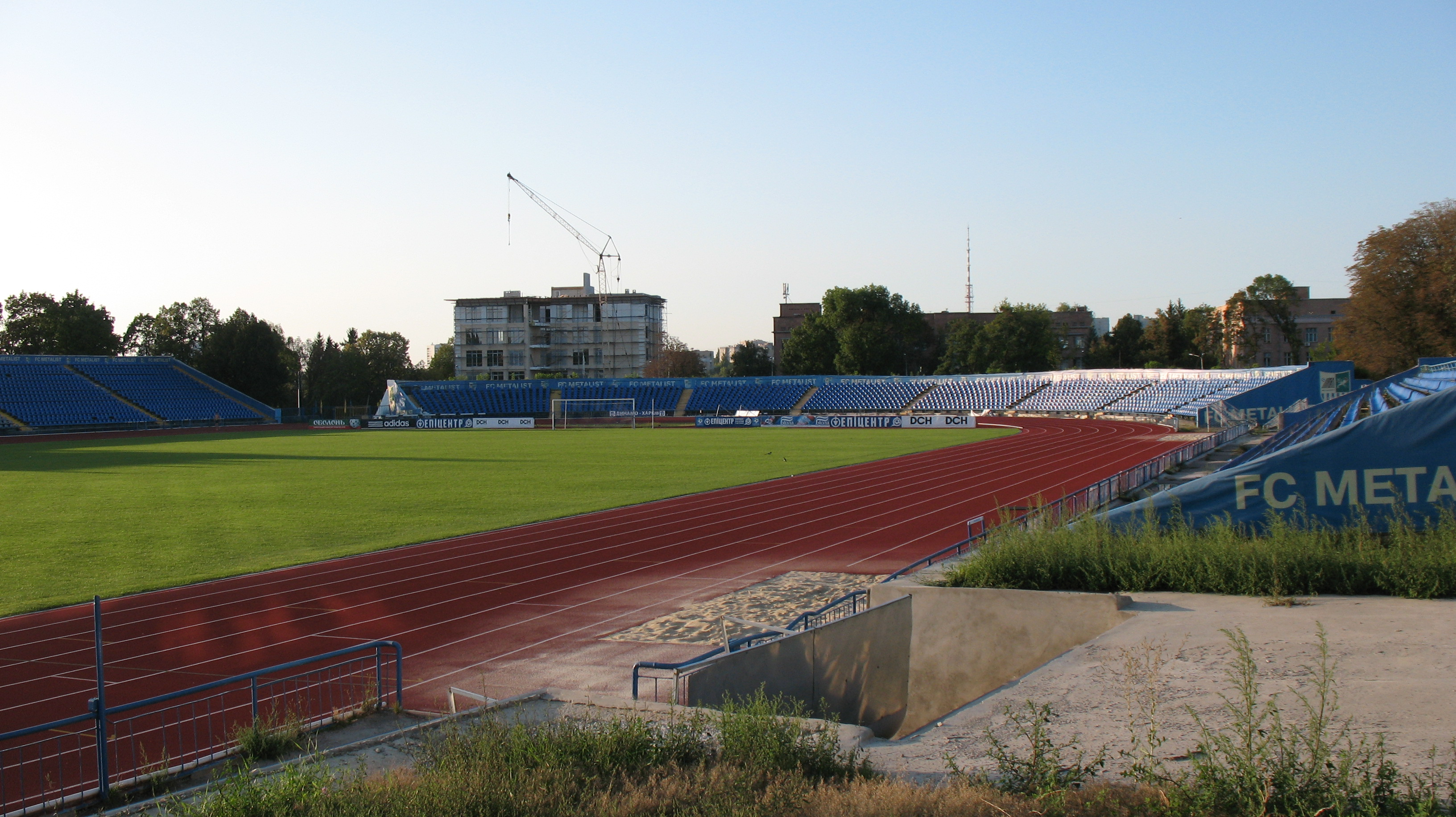
Футбольное поле

## Интересные факты

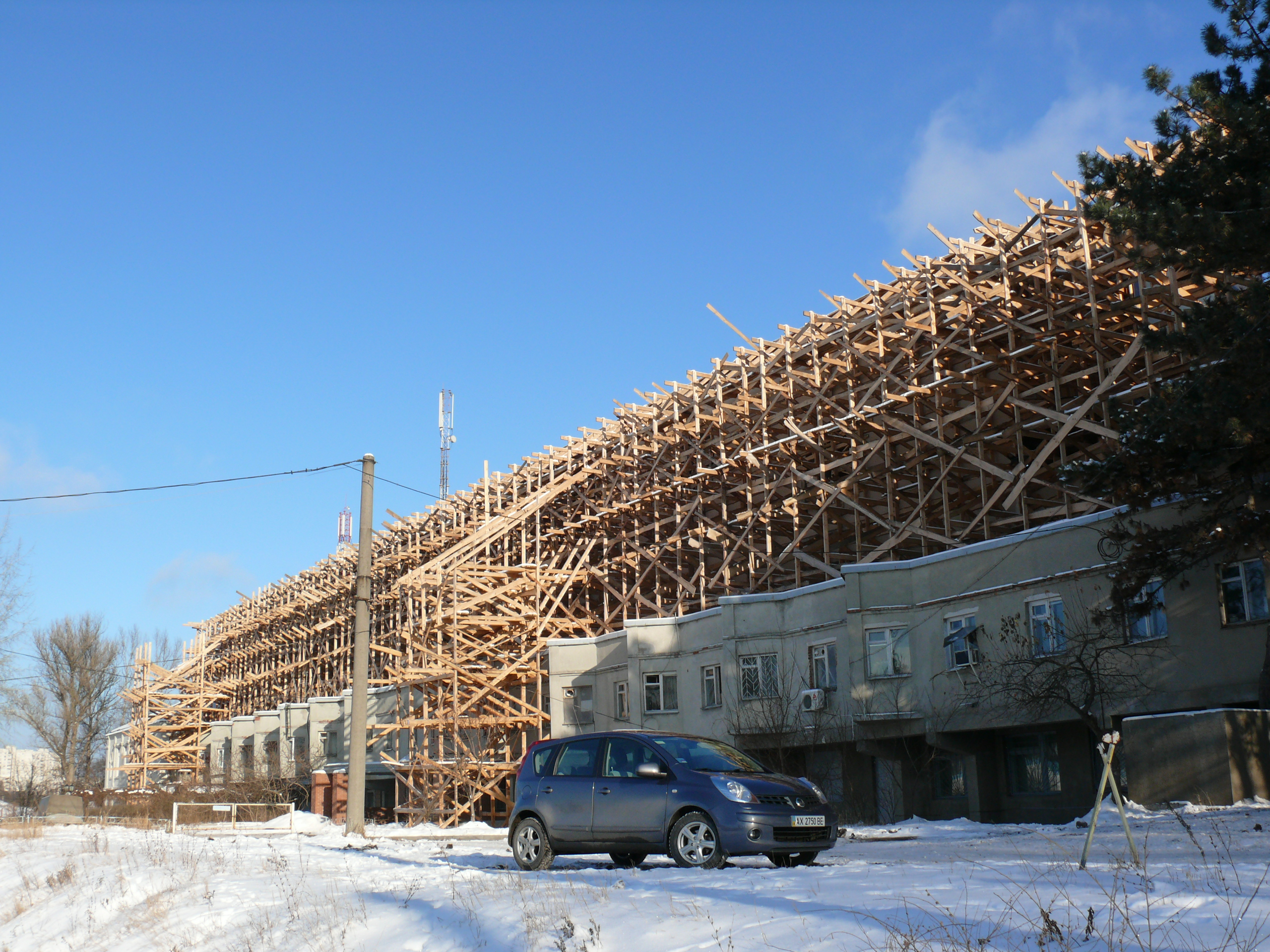
Западная сторона декорации фильма «Дау» в бассейне «Динамо». Январь 2009

- Стадион «Динамо» является частью спортивного комплекса «Динамо», который по состоянию на 2017 год включал: легкоатлетический стадион, велотрек, административное здание с залами бокса и спортивной гимнастики, легкоатлетический манеж с площадкой для мини-футбола и залом борьбы, 7 теннисных кортов, 2 волейбольные площадки, запасное футбольное поле, мини-футбольную площадку и тренажёрный зал. Также на территории спорткомплекса находится гостиница «Динамо» с крытым бассейном.[32]
- Большая часть территории спортивного комплекса «Динамо», находящаяся к югу от центральной аллеи, была отдана в середине-конце 2000-х годов под застройку. Ранее там располагались ресторан «Динамо» (сгорел), тренировочное футбольное поле и другие спортивные объекты.[источник не указан 3068 дней]
- В 1992 году прекратилось функционирование самого большого в городе открытого бассейна «Динамо», состоявшего из трёх бассейнов. В начале 2000-х годов двухэтажное здание раздевалок бассейна в стиле «сталинский ампир», выходящее на улицу Новгородскую, продали под частную клинику. Сами три ванны бассейна «Динамо», трибуны и вышки был снесены в сентябре 2008 года, а на их месте за несколько месяцев построена декорация (из дерева, пластика и пенопласта) внутреннего двора секретного ядерного института УФТИ 1930-х годов для съёмок фильма «Дау». (На территории режимного УФТИ съёмки проводить не разрешили). Данная огромная временная декорация стала одной из местных «достопримечательностей» спортивного комплекса «Динамо».[источник не указан 3068 дней]